# 酵母
酵母（こうぼ）またはイースト（英: yeast）は、広義には、生活環の一定期間において栄養体が単細胞性を示す真菌類の総称である。狭義には、食品などに用いられて馴染みのある出芽酵母の一種Saccharomyces cerevisiae（英読み: サカロウマイシーズ・セレヴィシエ、羅読み: サッカロミュケス・ケレウィシアエ）を指し、一般にはこちらの意味で使われ、酵母菌（こうぼきん）と俗称されている。

## 名称について
広義の「酵母」は正式な分類群の名ではなく、いわば生活型を示す名称であり、系統的に異なる種を含んでいる。
狭義の「酵母」は、発酵に用いられるなど工業的に重要であり、遺伝子工学の主要な研究対象の1つでもある。
日本語では、明治時代にビール製法が輸入されたときに、yeast の訳として発酵の源を意味する字が当てられたのが語源。微生物学の発展とともに、その意味するところが拡大していった。

## 特徴
基本的には真核で単細胞性の微生物で、運動性はなく、細胞壁を持っている。光合成能はなく、栄養は外部の有機物を分解吸収することによる。形態的には特徴の少ない円形か楕円形をしている。このような性質の微生物は、ひとまずは酵母と考えられる。これらは出芽または分裂によって増える。また、それによって増殖した細胞が、互いに不完全にくっついて樹枝状を呈する場合もある。
多くの酵母は、子嚢菌門に属している。子嚢菌門半子嚢菌綱には、酵母の仲間、酵母的な性質の強いカビなどが含まれる。この類に属する酵母は、細胞そのものが融合する形で接合を行い、その結果、融合細胞の減数分裂によって細胞内に胞子を形成する。つまり、減数分裂によって内生胞子を生じるので、細胞そのものを子嚢と見なすわけである。
しかし、担子菌門に属するものも知られている。同種の菌であっても生活史の中で酵母型と菌糸体型の双方の形をとることすらある。例えばシロキクラゲは担子胞子から発芽すると酵母として増殖し、性の異なる相手と接合すると菌糸体の状態で増殖する二核菌糸となる。他に有性生殖の知られていない酵母も少なくない。それらは不完全酵母と呼ばれる。
自然環境では、果汁や樹液の溜まるところに多産するほか、淡水や海水中にも広く分布することが知られている。

### 類似の生物
単細胞で運動性が無く、周囲の栄養を吸収して増殖するものは酵母と見なされることがある。たとえばプロトテカはそれであり、現在ではこれはクロレラに近縁で、緑藻が葉緑体を失ったものと考えられている。

### 系統の問題
酵母は単細胞であるために菌類の中で原始的なものとの判断もかつてはあった。しかし、上記のように酵母とされる生物は複数の群に分類され、酵母はむしろ生活のあり方に対する適応による形の一つと見なされる。
他方で子嚢菌類では半子嚢菌、および古生子嚢菌に分類されるものに酵母型、および酵母型に近い糸状菌といった特殊なものが多く、子嚢菌類や担子菌類の祖先がやはり酵母であった可能性も指摘されている。

## 歴史
微生物学で酵母が「発見」される前から、人類は空気中など自然界に存在する酵母を酒やパンづくりに利用してきた。  
酵母の発見は、アントニ・ファン・レーウェンフックに溯るとされる。彼は手作りの顕微鏡で微生物を最初に発見し、その後も様々な微生物を観察しているが、発酵中のビールを調べてその中に微粒子状のものを見たことを記録している。彼は球形ないし楕円形のもののスケッチを残しており、これが恐らく酵母であろうとされている。その後これがパンなどの発酵の際にも見られることが分かり、これと発酵との関連が論じられ、ルイ・パスツールによって発酵が酵母の生理作用であり、無酸素条件下での呼吸であることが示された。これについては発酵の該当項目を参照されたい。なお、パスツールは酵母の純粋培養を最初に行った事でも知られる。
生物としての酵母の研究に関しては、19世紀までにはほとんど進歩が無かった。1825年ころより酵母の研究が行われるようになった。シャルル・カニャール・ド・ラ・トゥール、フリードリヒ・トラウゴット・キュツィング、テオドール・シュワンらは発酵している液を薄めて観察したり、観察中の乾燥を防ぐためにカバーガラスを掛け、周囲をパラフィンで封じる、あるいはホールグラスを使うなどの方法を使い、酵母が出芽によって増殖する単細胞生物であることを示した。
1839年にはシュワンが内生胞子を観察した。彼はそれが胞子であり、体外に出て新たな酵母となることには気づいたが、その分類上の意味には気づかなかった。これを明らかにしたのがアントン・ド・バリーで、彼は1839年に、この内生胞子を子嚢菌に属するカビの胞子と比較している。さらにリース(Reess)は1868年以降、多くの種類の酵母について内生胞子を観察し、それが原始的な子嚢菌の子嚢胞子に当たることを認めた。パスツールによる純粋培養の確立もあって、それ以降、酵母の研究は格段に進み、特にエミール・クリスティアン・ハンセンは研究法の改善を含め、30年にわたって各種酵母について研究を行い、この分野の開祖とも言われている。また、彼は酵母の系統の問題と分類に生活環を重視した。

## 利害
サッカロマイセス属(Saccharomyces)やシゾサッカロマイセス属(Schizosaccharomyces)は発酵によりアルコールを生じ、食品の加工に古くから利用されており、また生物学の研究材料としても用いられている。特に、出芽酵母と分裂酵母は真核細胞の基本メカニズムの解明に貢献している。一方で、デバリオミケス属(Debaryomyces)のように、発酵を行うものと行わないものの両方を含む属もある。
特殊な例では、ミジンコに寄生するメチニコービアは、イリヤ・メチニコフがその観察を通じて食細胞を発見したことで知られている。
ヒトの病気の原因になるものとして、白癬菌（水虫）、膣炎や皮膚炎の原因となるカンジダ、アスペルギルス症を起こすコウジカビ属菌、ニキビに似た脂漏性湿疹などの原因となるマラセチア属などがある。カリニ肺炎（ニューモシスチス肺炎）の病原体ニューモシスチス・ジロヴェチ(Pneumocystis jiroveci) は従来『カリニ原虫』と呼ばれてきたが、現在では子嚢菌に近いことが明らかになっている。

## 種類
広義の酵母に含まれるものとしては例えば以下の種があげられる。
- 出芽酵母（アルコール発酵酵母など） Saccharomyces cerevisiae
- 分裂酵母 Schizosaccharomyces pombe
- カンジダ Candida albicans
- アルカン資化酵母 Yarrowia lipolytica
- メタノール資化酵母 Pichia pastoris
- メタノール資化酵母 Hansenula polymorpha
- キラー酵母 Kluyveromyces lactis
- トルラ酵母 Cyberlindnera jadinii
- Zygosaccharomyces rouxii[3]